# Боршиці
Боршиці (пол. Borszyce) — село в Польщі, у гміні Ковеси Скерневицького повіту Лодзинського воєводства.
Населення — 48 осіб (2011).

## Демографія
Демографічна структура станом на 31 березня 2011 року:
|          | Загалом | Допрацездатний вік | Працездатний вік | Постпрацездатний вік |
| -------- | ------- | ------------------ | ---------------- | -------------------- |
| Чоловіки | 25      | 9                  | 11               | 5                    |
| Жінки    | 23      | 7                  | 9                | 7                    |
| Разом    | 48      | 16                 | 20               | 12                   |